# Under the Influence (canção)
"Under the Influence" é uma canção co-escrita e gravada pela cantora norte-americana Elle King, presente em seu álbum de estreia Love Stuff (2015). A canção foi inicialmente disponibilizada digitalmente em dezembro de 2014, como single promocional do álbum, tendo sido transformada em single oficial em 14 de dezembro de 2015 pela RCA Records.
O videoclipe para "Under the Influence" foi lançado em 28 de abril de 2016, no canal oficial da cantora no YouTube e VEVO.

## Posições nas paradas
| Parada (2015–16)                                        | Melhor posição |
| ------------------------------------------------------- | -------------- |
| Canadá Canada Rock (Billboard)                          | 33             |
| Estados Unidos (Billboard Hot Rock & Alternative Songs) | 47             |
| Estados Unidos (Billboard Rock Airplay)                 | 22             |

## Histórico de lançamento
| País           | Data                   | Formato                                 | Ref.  |
| -------------- | ---------------------- | --------------------------------------- | ----- |
| Estados Unidos | 9 de dezembro 2014     | Download digital                        | [ 5 ] |
| Estados Unidos | 14 de dezembro de 2015 | Rádios alternativa e adult contemporary | [ 1 ] |
| Estados Unidos | 15 de dezembro de 2015 | Rádios modern rock                      | [ 6 ] |